# Mario Sorrenti

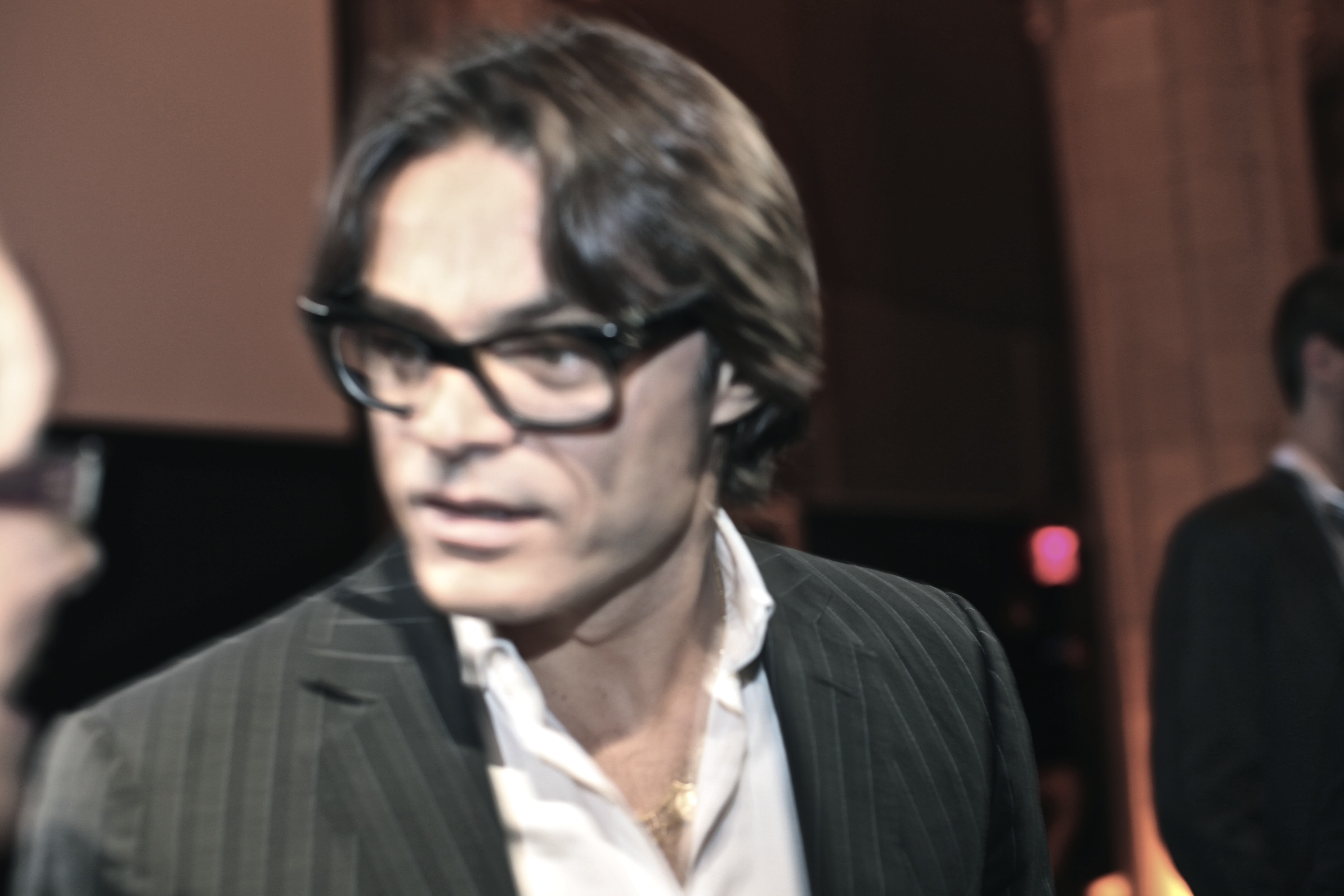

Mario Sorrenti (Nápoles, 24 de outubro de 1971) é um fotógrafo e diretor mais conhecido por fotografar modelos nuas em revistas como a Vogue.
Filho da publicitária Francesca Sorrenti, mudou-se da Itália para os Estados Unidos, e passou a morar em Nova Iorque.  Já teve seus trabalhos expostos em Londres (Victoria and Albert Museum), Paris, Monaco e Nova Iorque (Museum of Modern Art).

## Filmografia
- 2004: John Mayer - "Daughters"

## Trabalhos publicados
- The Machine, Steidl/Editions, 2001. ISBN 3-88243-793-6.
- Calendário Pirelli 2012, 2012.